# في البر في البحر في الجو

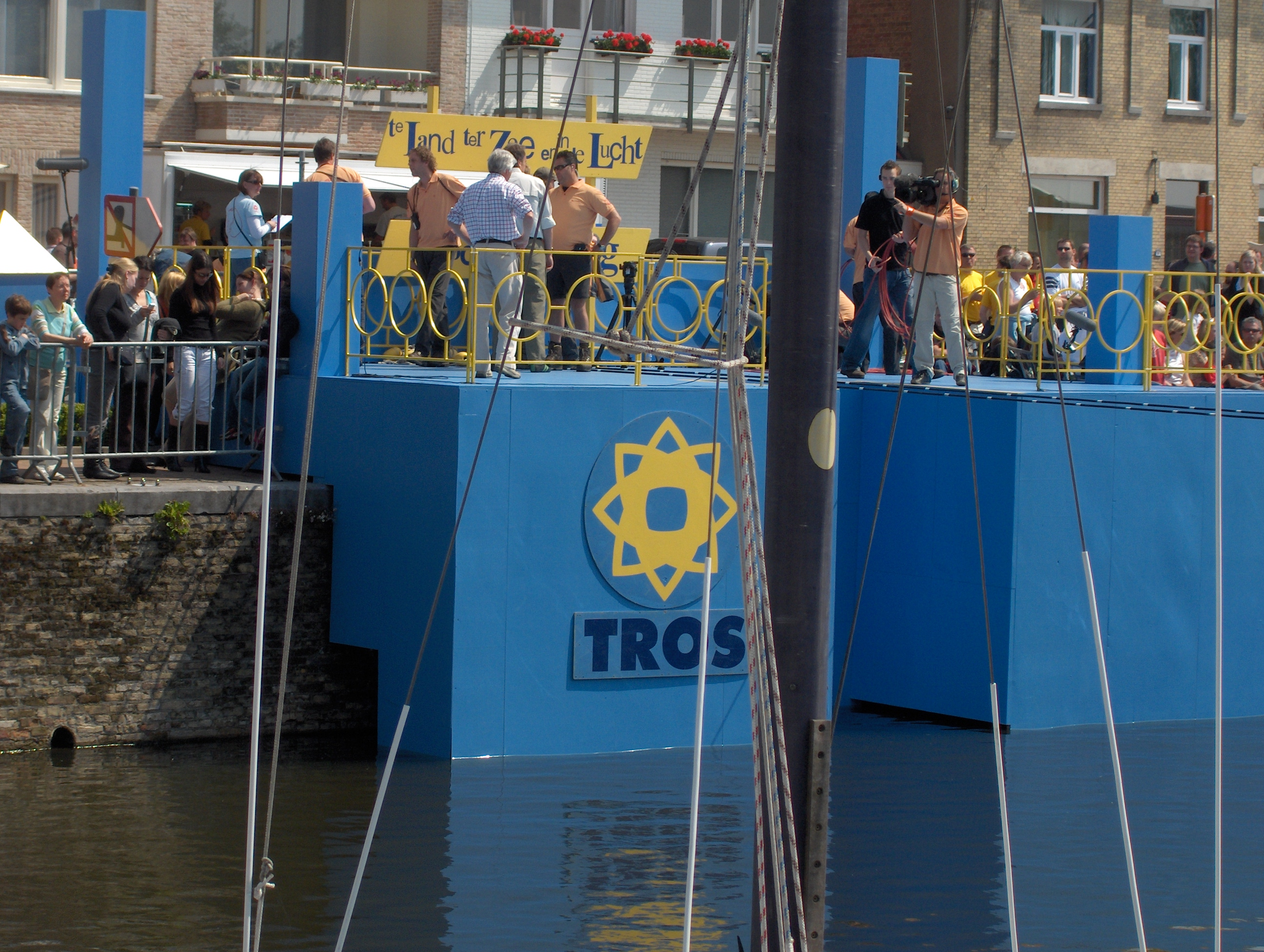
لقطة من البرنامج

في البر في البحر في الجو برنامج مسابقات تلفزيوني سنوي هولندي، تمت دبلجته إلى العربية، وعرض على العديد من القنوات التلفزيونية. من تقديم المذيع الهولندي توم بلوم.

## القنوات العارضة
- التلفزيون السوري - القناة الأرضية الأولى.
- الكويت.
- الشارقة.
- التلفزيون السعودي.

## وصلات خارجية
- في البر في البحر في الجو على موقع IMDb (الإنجليزية)

- Ter land, ter zee en in de lucht page.